# Luci Emili Regil
Luci Emili Regil (en llatí: Lucius Aemilius Regillus) va ser un magistrat romà. Era probablement fill de Marc Emili Regil, cònsol el 214 aC, i formava part de la gens Emília, una antiga gens romana d'origen sabí, i de la família dels Regil.
Va ser pretor l'any 190 aC en la Guerra Romano-Síria contra Antíoc III el Gran. Va rebre una província oriental i va dirigir la guerra i la flota amb vigor. Amb el suport dels rodis va derrotar a la flota selèucida dirigida per Polixènides a la batalla de Mionessos, a Mionès, una petita illa de la costa de Jònia, i va conquerir Focea. A la tornada a Roma va rebre els honors del triomf (189 aC).